# Борсынский сельский округ
Борсынский сельский округ — административно-территориальное образование в Жанибекском районе Западно-Казахстанской области.

## Административное устройство
1. село Борсы
2. село Тегисшил